# Reconstruction Era National Historical Park
Le Reconstruction Era National Historical Park – ou brièvement le Reconstruction Era National Monument – est un parc historique national des États-Unis désigné comme tel par le président des États-Unis Barack Obama le 12 janvier 2017. Il protège des édifices de la Reconstruction dans le comté de Beaufort, en Caroline du Sud.